# Cetatea dacică de la Olteni
Este o fortificație dacică situată pe teritoriul României.